# Pomník vojákům Rudé armády v Lukové
Pomník vojákům Rudé armády v Lukové (okres Ústí nad Orlicí, Pardubický kraj) je umístěný na místním hřbitově u zdi ve druhé řadě hrobů. Byl postaven k připomenutí místních obětí ve 2. světové válce (pomník osvobození obce již tehdy stál). Jelikož je na pomníku rudá sovětská hvězda, míní se těmi oběťmi především občané z tehdejšího SSSR. Postaven byl v roce 1965 u příležitosti 20 let od osvobození obce Luková. Slavnostně odhalen byl 8. května 1965.
Pomník vypadá stroze. Nápis zní pouze „Na věčnou paměť obětí II. světové války“, nahoře jednoduchá, jen matně rudá hvězda. Zvolilo se i několikeré zalomení kamene.
Pomník je evidován v Centrální evidenci válečných hrobů vedené ministerstvem obrany ČR.

## Zaznamenaná událost vedoucí k postavení pomníku
V prosinci 1944, po příchodu sovětských válečných zajatců do Lukové se stala zajímavá událost, bezprostředně s pomníkem související. Protože jim němečtí biřici nedávali téměř žádné jídlo, Rusové museli celé dny trávit v bolestivých žaludečních křečích. Došlo to tak daleko, že se čtyři bývalí vojáci odhodlali k činu: Z vnitřku obří stodoly, kde přespávali se stovkami ostatních, se dostali komínem na střechu, poté ven a do sýpky. Ve chvilce spořádali dohromady asi 30 kg obilí. Jejich štěstí však netrvalo dlouho. Byli odhaleni. Všem čtyřem bylo jasné, že je čeká utrpení. Celé odpoledne se dozorci střídali a jeden po druhém se předháněli v mlácení, kopání a plivání. Noc museli "jedlíci" strávit venku ve velkém mrazu, ráno je už čekala smrt: Žebřiňák je svázané odvezl ke zdi hřbitova, kde byli po chvíli zastřeleni a přidáni ke čtyřem mrtvým rudoarmějcům, jejichž příčina smrti je nám neznámá.

### Poválečná exhumace
5. listopadu 1948 proběhla exhumace obětí a průzkum již zmíněného masového hrobu za vedení okresního lékaře doktora Antese a zástupců obce. Osm pozůstatků popravených bylo přeneseno do vzniklého hromadného hrobu na hřbitov. Podle zbytků šatů byl jeden mrtvý identifikován jako důstojník, našla se i jmenovka, takže známe alespoň jedno jméno: Alexandr Taranzov.
Kronika obce Luková